# Xã Lakewood, Quận Lake of the Woods, Minnesota
Xã Lakewood (tiếng Anh: Lakewood Township) là một xã thuộc quận Lake of the Woods, tiểu bang Minnesota, Hoa Kỳ. Năm 2010, dân số của xã này là 85 người.